# Cai Shangjun
Cai Shangjun (chiń. 蔡尚君; pinyin Cài Shàngjūn; ur. 12 lipca 1967 w Pekinie) – chiński reżyser i scenarzysta filmowy. 
W 1992 ukończył studia w pekińskim Centralnym Instytucie Dramatycznym. Od tamtego czasu (wspólnie z m.in. Diao Yinanem) pracował jako współscenarzysta filmów Zhanga Yanga. Razem napisali scenariusze do Spicy Love Soup (1997), Łaźni (1999) i Słonecznika (2005). 
Od 2007 Shangjun reżyserował już sam. Za swój film People Mountain People Sea (2011) otrzymał Srebrnego Lwa za najlepszą reżyserię na 68. MFF w Wenecji.